# Blanka I., kraljica Navare
Blanka I. (6. srpnja 1387. — 3. travnja 1441.) je bila kraljica Navare od očeve smrti do svoje smrti.
Bila je kći navarskog kralja Karla III. i Leonore Kastiljske.
Njen prvi suprug je bio Martin I., kralj Sicilije, udovac sicilijanske vladarice Marije. Vjenčali su se u odsustvu, 21. svibnja 1402. godine. Blanka je zatim otputovala na Siciliju, gdje je upoznala svoga supruga i udala se za njega ponovo, ali ovaj put uživo, 26. prosinca 1402. godine. Martin je bio nadživio svoje jedino dijete s Marijom, pa mu je trebao nasljednik.
Blanka je s Martinom imala samo jedno dijete, sina kojeg su oboje nadživjeli. Martin je umro 25. srpnja 1409. godine. Blanka je ostala udovica sljedećih deset godina.
Dana 6. studenoga 1419. godine udala se po drugi put, opet u odsustvu, za infanta Ivana od Aragona. Ivan je doputovao u Pamplonu, gdje se vjenčao s Blankom uživo 10. lipnja 1420. godine. Ivan i Blanka su imali jednoga sina, Karla, i dvije kćeri, Blanku i Leonoru.
Blankin otac je umro u rujnu 1425. godine i Blanka je naslijedila njegovo kraljevstvo. Ivan je, prema srednjovjekovnom običaju, postao njen de jure uxoris suvladar.
Blanka I. je umrla 3. travnja 1441. godine. Ivan se ubrzo ponovno oženio, Kastiljankom Juanom Enríquez.
Nakon njene smrti de jure kralj je postao njen i Ivanov sin, Karlo, princ Viane. Ivan je, međutim, zadržao krunu za sebe i sinu nikada nije dozvolio da preuzme vlast. Nakon Karlove smrti, za koju se sumnjičila njegova maćeha Juana, Ivan vlast nije prepustio ni kćerki koja je također de jure bila kraljica kao Blanka II. Ivan se tokom svoje nezakonite vladavine u Navari susretao i sukobljavao s brojnim pretendentima koji su osporavali njegovi vladavinu, među prvima svojom djecom i kastiljskim kraljem. Jedino dijete koje mu se nije usprotivilo i koje ga je de facto naslijedilo u Navari bila je Leonora.